# DF-3A

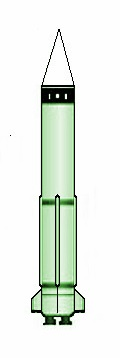
Dongfeng 3

IL DF-3A (CSS-2 nella denominazione USA) è un missile MRBM cinese con gittata di 3000 km, a singolo stadio e propellente liquido. Si pensa che ne sia stato costruito un piccolo numero (meno di 60) come programma d'urgenza per mitigare i ritardi del programma del primo ICBM cinese negli anni settanta. I CSS-2 sono puntati principalmente verso i bersagli nell'Asia centrale e orientale, anche se alcune fonti presumono che questo missile possa essere anche dispiegato in altri luoghi. Ciò nonostante questa ipotesi non sembra possibile, poiché il CSS-2 non è né mobile, né facilmente trasportabile, e si sarebbero dovute costruire nuove postazioni di lancio e magazzini di stoccaggio. Tutti i missili sono stati ritirati dal servizio nel 1990